# Jan Boye
Jan Boye (født 19. januar 1962 i Aarhus, død 22. oktober 2011 på Odense Universitetshospital) var en dansk læge og politiker, der fra 2006 til 2009 var borgmester i Odense Kommune, valgt for Konservative. Fra 1. januar 2010 til sin død var han rådmand for By- og Kulturforvaltningen i Odense Kommune.
Boye blev cand.med. fra Odense Universitet i 1994, hvorefter han arbejdede som turnuslæge på Middelfart Sygehus. Senere blev han ansat på Faaborg Sygehus, Svendborg Sygehus og Odense Universitetshospital. Han havde desuden været praksislæge i Brenderup, Ferritslev og Otterup. I november 2001 blev han speciallæge i almen medicin.
Han havde en lang karriere som håndbolddommer. I 1980 blev han uddannet, og i 1986 debuterede han som divisionsdommer. I 1993 blev han international dommer og deltog ved ti slutrunder – EM, VM og OL i Sydney og Athen. Han dømte DM- og LP-finaler siden 1990 og dømte i fem år i en europæisk finale for mesterhold. I 2003 dømte Jan Boye og makkeren Bjarne Munk Jensen herrefinalen ved VM i Portugal.
Jan Boye var premierløjtnant af reserven og havde rådighedskontrakt med Søværnet.
Han var til sin død gift med Dorte Hjertstedt, der er tidligere socialdemokratisk medlem af Fyns Amtsråd.

## Politisk karriere
Den politiske karriere begyndte i 1979, da Jan Boye meldte sig ind i Konservativ Ungdom og Konservative Studerende. Fra 1985 til 1989 var han formand for Konservative Studerende i Odense. I 1989 blev han opstillet til Fyns Amtsråd, hvor han sad fra 1990 til 2006. Fra 1994 til 2001 var han viceamtsborgmester. Fra 1997 var han spidskandidat for Konservative, og fra 1998 til 2001 var han formand for den konservative gruppe i amtsrådet. Han blev amtsborgmester fra 1. januar 2002, men skiftede i 2005 til lokalpolitik og stillede op som borgmesterkandidat i Odense Kommune. Med 33.000 personlige stemmer ved kommunalvalget i 2005, blev han 1. januar 2006 den første borgerlige borgmester i Odense Kommune siden 1937. Ved kommunalvalget i 2009 tabte han borgmesterposten igen og blev herefter rådmand for By- og Kulturforvaltningen.

## Kontroverser

### Rejsen til Athen
Jan Boyes første tid som borgmester var præget af den såkaldte Athen-tur, da det kom frem at en tur til Athen med andre fynske borgmestre i påsken 2006 samlet havde kostet 87.000 kroner. Foranlediget af artikler i Fyens Stiftstidende den 23. oktober og 24. oktober 2006, besluttede det daværende
statsamt at tage sagen vedrørende en række fynske politikeres, herunder borgmesteren fra Odense Kommune, tur til Athen i april 2006 op af egen drift.
Statsforvaltningen udtalte, at der ikke var hjemmel i lovgivningen til, at Odense Kommune kunne afholde udgifterne på 9.800 kroner til rejse og ophold mv. Statsforvaltningen mente endvidere, at der ikke var grundlag for at antage, at kommunen havde handlet i strid med lovgivningen i forbindelse med afholdelse af udgiften på 12.875 kroner for en middag i Athen.
Jan Boye tog ikke ovenstående til efterretning, idet han i 2009 havde ansvaret for endnu et kommunalt overforbrug i forbindelse med afslutningen af Odense kommunes budgetforhandlinger. Det kom til udtryk gennem lovstridig overskridning af det maksimale beløb for offentligt ansattes fortæring i forbindelse med møder mv.

### Islamisk Trossamfund
Det vakte opsigt, da Jan Boye den 10. oktober 2008, valgte at tale til fredagsbønnen med Islamisk Trossamfund i moskeen på Ørbækvej i Odense. Besøget i moskeen blev kritiseret af både Enhedslisten og Dansk Folkeparti i Odense Byråd, mens der var ros fra den amerikanske ambassadør James P. Cain. Den 13. november meddelte Dansk Folkepartis mandat i Odense Byråd, viceborgmester Alex Ahrendtsen, at et hidtil fast samarbejde med Jan Boye nu måtte afbrydes som en konsekvens af sagen.

## Ekstern kilde/henvisning
- Jan Boye på gravsted.dk

|  | Artiklen om politikeren Jan Boye kan blive bedre, hvis der indsættes et (bedre) billede. Du kan hjælpe ved at afsøge Wikimedia Commons for et passende billede eller uploade et godt billede til Wikimedia Commons iht. de tilladte licenser og indsætte det i artiklen. |